# Kubena
Die Kubena (russisch Кубена) ist ein Fluss in der Oblast Archangelsk und in der Oblast Wologda im Nordwesten Russlands.
Sie hat eine Länge von 368 km und entwässert eine Fläche von 11.000 km². Die Kubena bildet den Hauptzufluss des Kubenasees und ist somit ein Zufluss der Suchona, die über die Nördliche Dwina zum Weißen Meer abfließt.
Wichtige Nebenflüsse der Kubena sind die Sjamschena (Сямжена) von links und der Sit (Сить) von rechts.
Die Stadt Charowsk liegt am linken Flussufer der Kubena. An der Mündung der Kubena in den Kubenasee liegt der Ort Ustje, das Verwaltungszentrum des Rajon Ustje-Kubenski.
Das Einzugsgebiet der Kubena umfasst große Gebiete in der Oblast Wologda und im Süden der Oblast Archangelsk. Es liegt zwischen den Flusssystemen der Onega im Westen und der Waga im Osten.
Die Quelle der Kubena liegt in der Hügellandschaft südlich der Siedlung Konoscha. Der Fluss fließt von dort nach Süden, erreicht die Oblast Wologda, wendet sich dann kurz nach Nordosten, um dann wieder in südlicher und südwestlicher Richtung weiterzufließen. Unterhalb der Mündung der von links kommenden Sjamschena wendet sich die Kubena nach Westen. Unterhalb der Stadt Charowsk trifft der Sit von rechts auf die Kubena. Schließlich ändert der Fluss seine Richtung erneut und fließt nach Südwesten zum Kubenasee, wo er ein Mündungsdelta bildet.
Die letzten 21 Flusskilometer der Kubena gelten als schiffbar.